# 上饶车务段

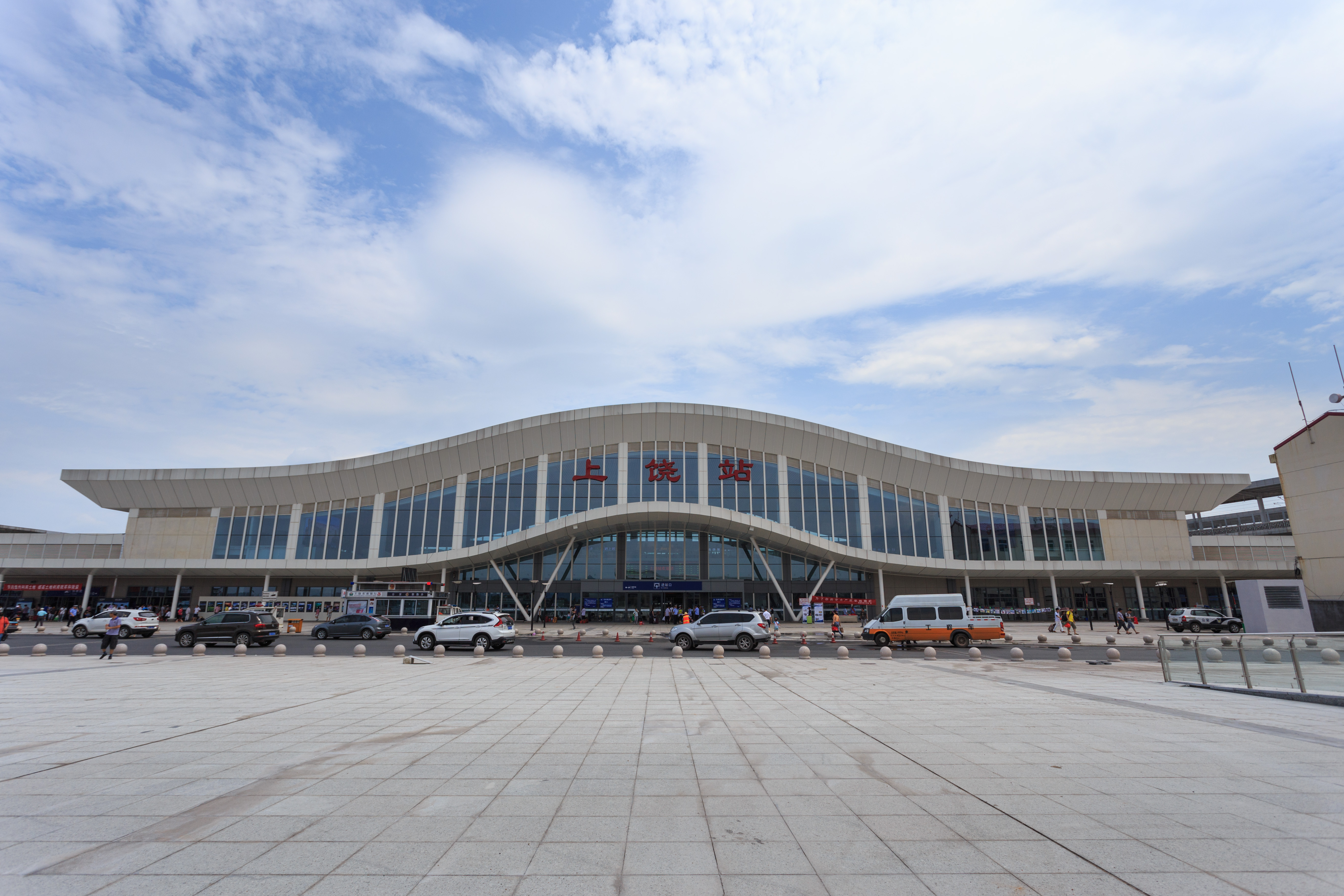
上饶车务段管辖的上饶车站

上饶车务段简称饶车，是南昌铁路局的一个直属段，负责管理江西省东部沪昆线、沪昆客运专线、合福客运专线、皖赣铁路、鹰厦铁路、峰福铁路、衢九铁路和杭昌客运专线的部分车站，管辖里程1146.173公里，共计59个站、所，其中一等站1个（上饶站）、二等站3个（景德镇站、景德镇北站、景德镇南站）、三等站9个（玉山站、横峰站、弋阳站、资溪站、画桥站、万年站、乐平市站、婺源站、余干站）、四五等站及线路所47个；高铁车站13个、高普并站2个，普速车站38个、高铁线路所3个、普铁线路所3个。同时担当部分列车的客运乘务工作。2023年8月全段定员1560人。上饶车务段机关总部位于江西省上饶市信州区灵溪街道松山村。

## 历史
- 2006年3月20日18时撤销南昌车务段部分车站并入上饶车务段管辖[3][4]。
- 2010年12月1日南昌车务段再次成立。
- 2014年12月10日沪昆客运专线南昌西站到杭州东站启用，上饶车务段管辖玉山南-弋阳共三站[5]。
- 2015年6月28日合福客运专线启用，上饶车务段管辖江西境内沿线车站[6]。
- 2017年12月28日衢九铁路启用，上饶车务段管辖景德镇北-德兴东5站。
- 2023年12月27日杭昌客运专线启用，上饶车务段管辖浮梁东-进贤北6个车站 [7]。

## 所辖车站
- 沪昆线：湖沿-河潭埠；弋樟支线：樟树墩
- 皖赣线：营里-中村；
- 鹰厦线：余家-资溪；
- 峰福线：铅山西站、永平站；总长度约427.638公里的营业里程，设46个站、室、所[8]。
- 沪昆高速线：玉山南-弋阳
- 合福客运专线：婺源-五府山
- 衢九铁路：德兴东-景德镇北
- 杭昌客运专线：浮梁东-进贤北

## 担当列车
- 上饶乘务车队：K8713/8714次列车
- 景德镇乘务车队：K8715/8716次列车